# Депортіво Арагон
«Депортіво Арагон» (ісп. RZ Deportivo Aragón) — іспанський футбольний клуб з міста Сарагоса в автономному співтоваристві Арагон, резервна команда клубу «Реал Сарагоса». Клуб заснований в 1958 році, домашні матчі проводить на арені С'юдад Депортива Реал Сарагоса, що вміщує 2 500 глядачів. У Прімері команда ніколи не виступала, найкращим результатом є 18-е місце в Сегунді в сезоні 1985/86.

## Історія
«Реал Сарагоса Б» дебютував в Сегунді Б в сезоні 1983/84, посівши 11 місце в другій групі. У наступному сезоні клуб досяг 2 місця в групі I і вийшов в Сегунду. Після невдалого виступу у другій за значимістю лізі Іспанії команда продовжила виступати в Сегунді Б з кінця 1980-х до середини 2000-х. Посівши в сезоні 2005/06 передостаннє місце в третій групі цього дивізіону команда вилетіла в Терсеру, повернення в Сегунду B відбулося в сезоні 2011/12.

## Колишні назви
- 1958-1959 — «Реал Сарагоса Депортіво Афісіонадос»
- 1959-1962 — «Хувентуд»
- 1962-1966 — «Депортіво Арагон»
- 1966-1970 — «Арагон»
- 1970-1991 — «Депортіво Арагон»
- 1991-2015 — «Реал Сарагоса Б»
- 2015 — «Реал Сарагоса Депортіво Арагон»[1]

## Тренери
- Віктор Фернандес (1990–1991)
- Хуан Еснайдер (2011–2012)